# Dąbrówka (gmina Różan)
Dąbrówka – wieś  sołecka w Polsce położona w województwie mazowieckim, w powiecie makowskim, w gminie Różan.

## Historia
W latach 1921–1936 wieś leżała w województwie białostockim, w powiecie ostrołęckim, w gminie Szczawin (od 1936 w gminie Goworowo).
Według Powszechnego Spisu Ludności z 1921 roku wieś zamieszkiwało 96 osób w 17 budynkach mieszkalnych. Miejscowość należała do parafii rzymskokatolickiej w Goworowie. Podlegała pod Sąd Grodzki w Ostrołęce i Okręgowy w Łomży; właściwy urząd pocztowy mieścił się w Goworowie.
W wyniku agresji III Rzeszy na Polskę we wrześniu 1939 wieś znalazła się pod okupacją niemiecką i do wyzwolenia weszła w skład Landkreis Mackeim (makowski) Regierungsbezirk Zichenau (rejencji ciechanowskiej) III Rzeszy.
W latach 1975–1998 miejscowość administracyjnie należała do województwa ostrołęckiego.